# Іонешть (Вилча)
Іонешть, Іонешті (рум. Ionești) — село у повіті Вилча в Румунії. Входить до складу комуни Іонешть.
Село розташоване на відстані 154 км на захід від Бухареста, 28 км на південний захід від Римніку-Вилчі, 68 км на північний схід від Крайови, 138 км на південний захід від Брашова.

## Населення
За даними перепису населення 2002 року у селі проживали 1509 осіб.
Національний склад населення села:
| Національність | Кількість осіб | Відсоток |
| -------------- | -------------- | -------- |
| румуни         | 1485           | 98,4%    |
| цигани         | 22             | 1,5%     |

Рідною мовою назвали:
| Мова      | Кількість осіб | Відсоток |
| --------- | -------------- | -------- |
| румунська | 1486           | 98,5%    |
| циганська | 22             | 1,5%     |